# Пам'ятник Александрові Фредру (Вроцлав)
Пам'ятник Александрові Фредру — пам'ятник польському комедіографу, поету та мемуаристу графу Александру Фредру, що нині знаходиться на Ринковій площі у Вроцлаві. Був побудований у 1897 році й до кінця Другої світової війни розташовувався на Академічній площі у Львові.

## Вигляд
Александер Фредро, відлитий у бронзі на постаменті з теребовлянського пісковику, вкритому з трьох боків написами, сидить на стільці чи кріслі в чумарці. Поет тримає в руках рулон паперу та гусяче перо.

## Історія пам'ятника

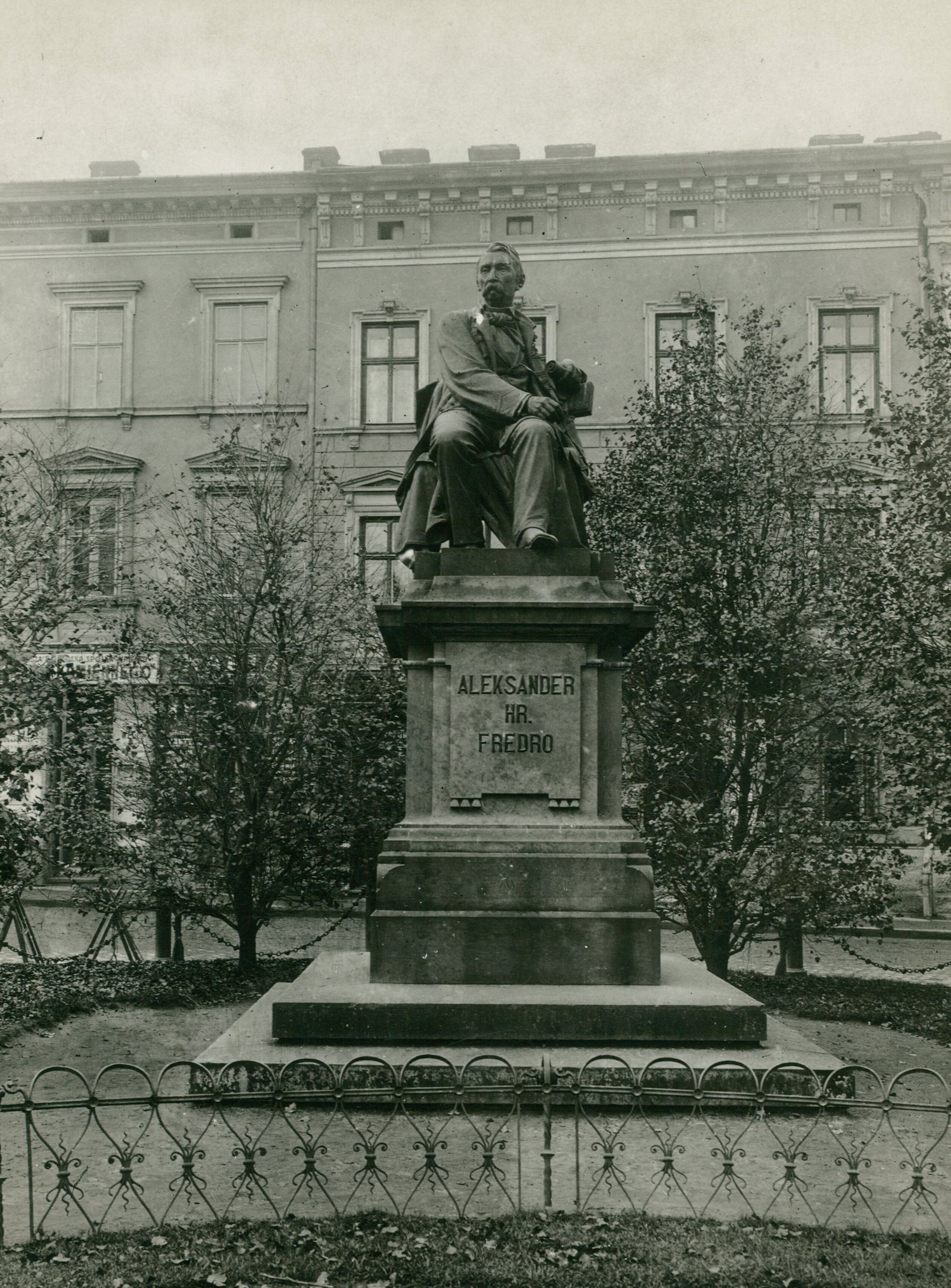
Пам'ятник Фредру у Львові (бл. 1920)

### У Львові
Пам'ятник польському літературному діячеві Александру Фредро був виготовлений на замовлення Львівського літературно-артистичного кола відомим скульптором Леонардо Марконі у 1879 році, який виграв конкурс проєктів. Кілька років на монумент збирали кошти з пожертв львівської громадськості. Церемонія відкриття пам'ятника на площі Академічній (нині проспект Шевченка) у Львові 24 жовтня 1897 року зібрала багато почесних гостей, серед яких були присутні маршал галицького сейму Станіслав Бадені, воєвода князь Євстахій Станіслав Сангушко, архієпископ Ісаак Миколай Ісакович, бургомістр Львова Годзимир Малаховський, представники крайового суду, торгової палати, університету, політехніки тощо. Увечері у львівському театрі ім. графа Скарбека відбулася вистава «Дівочі обітниці» авторства Фредра.
Після Другої світової війни Львів був включений до складу СРСР, а в 1945 році в Києві делегація польського уряду підписала додатковий протокол до угоди 1944 року між Польським комітетом національного визволення і урядом УРСР, яким погодилася передати польському уряду польські національні пам'ятники, розташовані в місті Львові і пов'язані з польською історією та культурою, і в той же час висловила бажання залишити пам'ятник Міцкевичу, який «користується популярністю і любов'ю серед українського народу». Пам'ятник Фредро приїхав до Польщі у 1946 році, до Варшави, і був встановлений у парку Вілановського.

### У Вроцлаві
Спочатку пам'ятник перевезли до Вілянова, де він перебував до 1956 року. Рішення перенести його до Вроцлава було зумовлене тим, що після війни у цьому місті оселилося багато репатріантів зі Львова. Вроцлав «став спадкоємцем і продовжувачем польських наукових традицій Львова». Крім того, Фредро був добре знайомий з Вроцлавом: він був тут «молодим капітаном польської армії, що воювала пліч-о-пліч з Наполеоном», а в 1856 році, як кажуть, приїхав до Вроцлава, тому що хотів купити маєток поблизу міста. Статуя була привезена до Вроцлава 15 липня 1956 року і урочисто відкрита на південному фасаді Ринкової площі, на місці, де колись стояла статуя прусського короля Фрідріха Вільгельма III.